# Cha Ye-ryeon
Cha Ye-ryun (sinh ngày 16 tháng 7 năm 1985), tên khai sinh là Park Hyun-ho, là một nữ diễn viên người Hàn Quốc. Cô từng tham gia trong phim Mười với vai Seo-yeon.